# UMC聯電杯快棋争覇戦
UMC聯電杯快棋争覇戦（UMCれんでんはい かいきそうはせん、UMC聯電盃快棋爭霸戰）は、台湾の囲碁の早碁棋戦。2020年に開始。第3回からは快棋争覇戦。
- 主催 中華職業囲棋協会
- 共催 培生文教基金会、海峰棋院
- 後援 UMC（聯華電子股份有限公司）
- 特別協力 智林體育、(2回-)Award Style
- 優勝賞金 60万元

　UMC後援による棋戦としては、2020年開始の聯電杯プロ囲棋戦がある。

## 方式
- 過去1年のタイトル獲得者、賞金ランキング上位者と、予選勝ち抜き者16名の、計48名によるトーナメント戦で、決勝は三番勝負。
- コミは6目半。
- 持時間は各10分、40秒の秒読み5回。第3回からは30秒の秒読み10回。

## 結果

### 歴代優勝者と挑戦手合
- 第1回 2020年 王元均 2-0 林君諺
- 第2回 2021年 許皓鋐 2-0 簡靖庭
- 第3回 2022年 許皓鋐 2-0 王元均
- 第4回 2023年 徐靖恩 2-0 林彦丞

### 第1回
2020年10月14日から本戦トーナメント開始。12月12、19日に決勝戦。
- 4回戦 王元均 - 周俊勲、李維 - 楊博崴、林君諺 - 賴均輔、許皓鋐 - 蕭正浩
- 準決勝 王元均 - 李維、林君諺 - 許皓鋐
- 決勝戦 王元均 2-0 林君諺

### 第2回
2021年11月16日から本戦トーナメント開始。12月27、28日に決勝戦。
- 4回戦 許皓鋐 - 蕭正浩、周俊勲 - 楊子萱、簡靖庭 - 楊博崴 - 王元均 - 陳祈睿
- 準決勝 許皓鋐 - 周俊勲、簡靖庭 - 王元均
- 決勝戦 許皓鋐 2-0 簡靖庭